# Regola aurea del risparmio
Il tasso di risparmio di Regola Aurea (o regola d'oro) in economia è quel particolare tasso che massimizza il livello dei consumi di Stato stazionario nel modello di crescita di Solow. Precisiamo che si tratta di un modello di crescita che vale esclusivamente per il lungo periodo. Un aumento del tasso di risparmio nel breve periodo, infatti, deprime i consumi dal momento che nell'immediato il consumatore vede ridotto il proprio reddito disponibile. Il livello di output per addetto e capitale per addetto tenderanno a richiedere tempo per l'aggiustamento, e infatti con un maggiore investimento (I=S) otterremo anche un maggior consumo nel lungo periodo.
Nel modello di Solow, un tasso di risparmio del 100% implica che tutto il prodotto venga reinvestito per la produzione futura, portando a un livello di consumi di stato stazionario nullo. Similmente, con un tasso dello 0%, non si investe per nulla, portando al totale deprezzamento del capitale esistente che non viene rimpiazzato e di nuovo a un livello nullo di consumo. Nell'intervallo tra questi due estremi si situa il tasso di risparmio di Regola aurea, dove la propensione al risparmio è tale che il consumo pro-capite è costante e massimo.

## Derivazione
Sia la funzione di produzione di una nazione:
{\displaystyle Q=F(K,L)}
dove K è il capitale, L il lavoro e Q la produzione. Dividendo per L si ottengono dei valori pro capite. Supponendo che la funzione di produzione sia omogenea di grado uno si ha:
{\displaystyle {\frac {Q}{L}}=f(k)}
dove k è il rapporto capitale / lavoro.
Il consumo (C) è la produzione che non è investita (I). Si può scrivere:
{\displaystyle {\frac {Q}{L}}={\frac {C}{L}}+{\frac {I}{L}}=c+{\frac {\dot {K}}{L}}}
dove c è il consumo pro capite e il punto sopra una variabile indica una derivata rispetto al tempo (l'investimento aumenta lo stock di capitale).
Siccome:
{\displaystyle {\dot {k}}={\frac {\dot {K}}{L}}-{\frac {\dot {L}}{L}}{\frac {K}{L}}}
si può scrivere:
{\displaystyle f(k)=c+{\dot {k}}+gk}
dove {\displaystyle g={\dot {L}}/L} è il tasso di crescita della popolazione (L).
In equilibrio stazionario, il rapporto capitale / lavoro non cambia più e allora:
{\displaystyle c=f(k^{*})-gk^{*}}
Il valore di {\displaystyle k^{*}} che massimizza il consumo pro capite è:
{\displaystyle f^{\prime }(k^{*})=g} 
Si ottiene così la regola d'oro dell'accumulazione del capitale (regola d'oro del risparmio): per massimizzare il consumo pro capite la produttività marginale del capitale in equilibrio stazionario [{\displaystyle f^{\prime }(k^{*})}] deve essere uguale al tasso di crescita della popolazione. Utilizzando questa regola si può stabilire se il risparmio (e l'investimento) di una nazione è ottimale. Questa regola è sovente utilizzata dal FMI nell'ambito dell'esame periodico delle politiche economiche nazionali.

## Regola d'oro modificata
La nazione desidera massimizzare l'utilità intertemporale:
{\displaystyle \int _{o}^{\infty }e^{-\rho t}u(c_{t})dt}
dove {\displaystyle u(c_{t})} è l'utilità istantanea del consumo e {\displaystyle \rho } è il tasso soggettivo di sconto del tempo.
La variazione del consumo dipende dall'equazione differenziale:
{\displaystyle {\dot {k}}=f(k)-gk-c}
Utilizzando il metodo di Pontryagin si ha il valore corrente dell'hamiltoniana:
{\displaystyle {\mathcal {H}}^{c}=u(c_{t})+\lambda \left[f(k)-gk-c\right]}
dove {\displaystyle \lambda } è una variabile ausiliaria. Dopo aver sostituito questa variabile nelle condizioni di primo ordine si trova:
{\displaystyle \left[c{\frac {u^{\prime \prime }(c)}{u^{\prime }c}}\right]{\frac {\dot {c}}{c}}=\rho +g-f^{\prime }(k)}
In equilibrio stazionario {\displaystyle {\dot {c}}=0} e allora:
{\displaystyle f^{\prime }(k^{*})=\rho +g}
Con questa regola d'oro modificata il rapporto capitale / lavoro sarà più piccolo a causa dell'impazienza rappresentata dal tasso di sconto del tempo.